# 歌川和哥
歌川 和哥（うたがわ わか、生没年不詳）とは、明治時代の浮世絵師。

## 来歴
豊原国周の門人かといわれる。歌川の画姓を称す。作画期は明治21年（1889年）ごろで、作に白粉の袋絵を残している。

## 作品
- 「勇揃東香御白粉　東京宮城正門之景」（袋絵）　錦絵　※二重橋から見た伏見櫓をえがいたもの。表絵は豊原国周の「九世市川団十郎の朝比奈藤兵衛」となっている。